# Papa Celestino III
Celestino III, nascido Jacinto de Bobone (Roma, c. 1106 — Roma, 8 de janeiro de 1198) no seio da poderosa família Orsini, foi o 175.º Papa da Igreja Católica de 30 de março de 1191 até a data da sua morte.
Teve dois membros da sua família também Papa via linhagem de um dos seus irmãos, os Papas Nicolau III e Bento XIII.
Seu pontificado foi dominado pelas relações com o rei da Alemanha, Henrique VI, para o manter sob o controlo do Sacro Império Romano-Germânico, cuja coroa fora prometida pelo papa Gregório VIII
Henrique foi coroado e este, ao voltar à Alemanha, começou a fazer nomeações arbitrárias de bispos, rejeitou e mandou assassinar o bispo de Liège, Alberto di Lovanio. Nessa altura, Celestino não tomou medidas enérgicas contra o imperador para fazê-lo aprovar seus planos de uma união permanente entre a Sicília e o império como monarquia hereditária. Nem sequer quando ele prendeu o rei da Inglaterra Ricardo Coração de Leão, embora estando este sob a proteção do Papa. Mais ainda havia sido capturado pelo duque da Áustria, Leopoldo V da Áustria, quando regressava vitorioso da Terceira Cruzada.
Igualmente como importante, dentro desse âmbito político, de proteção da Europa pelos germanos contra os sarracenos, em 1192, confirmou os estatutos da Ordem dos Cavaleiros Teutónicos de forma definitiva.
Henrique VI da Germânia morreu em setembro de 1197, na Sicília, e no Natal do mesmo ano o papa quis renunciar em favor de um seu amigo, o cardeal Giovanni de Santa Prisca. Os restantes cardeais rejeitaram essa proposta.
Celestino morreu, pouco depois, em janeiro de 1198, sendo sepultado na Basílica de São João de Latrão, em Roma.